# Benjamin Pranter
Benjamin Pranter (* 22. September 1989 in Völs) ist ein österreichischer Fußballspieler auf der Position eines Stürmers.

## Karriere

### Verein
Pranter begann seine aktive Karriere als Fußballspieler genau an seinem sechsten Geburtstag in den Jugendmannschaften des unterklassigen SV Völs in Völs in Tirol. Nachdem er sich durch sämtliche Jugendmannschaften des Vereins gespielt hatte, wechselte er im Jahre 2001 zur SVG Reichenau in die Tiroler Bundeshauptstadt Innsbruck. Von den dortigen Juniorenteams folgte ein Wechsel ans BNZ Tirol, einer Ausbildungsstätte für junge Fußballspieler aus dem Bundesland Tirol. In der Saison 2005/06 kam er in 23 Spielen der U-17-Jugendliga zum Einsatz und erzielte dabei 17 Tore. Spätestens ab der Spielzeit 2006/07 gehörte er der Akademiemannschaft mit Spielbetrieb in der U-19-Jugendliga an. Bei 21 Ligaauftritten 2006/07 hatte er insgesamt 13 Treffer erzielt.
Noch während seiner Zeit am Bundesnachwuchszentrum Tirol kam Pranter zu seinem ersten Profieinsatz. Am 12. Dezember 2007, beim 0:0-Heimremis des FC Wacker Innsbruck gegen die SV Ried wurde er in der 86. Spielminute für den Ungarn Péter Orosz eingewechselt. Nach seinem Debüt in der höchsten Spielklasse im österreichischen Fußball, der Bundesliga, absolvierte er für das BNZ Tirol weitere Einsätze in der U-19-TOTO-Liga. So kam er in der Saison 2007/08 auf 21 absolvierte Partien und eine Bilanz von neun Treffern.
Während der Saison 2008/09 wechselte er zur WSG Wattens in die drittklassige Regionalliga West. Sein Debüt bei Wattens gab er in der 17. Runde der laufenden Saison und kam bis Saisonende in jedem der restlichen Ligaspiele zum Einsatz. Mit der WSG Wattens wurde er in dieser Saison Vizemeister in der Regionalliga West.
Zur Saison 2009/10 transferiert er zum FC Wacker Innsbruck, der mittlerweile in die zweitklassige Erste Liga abgestiegen ist. In der ersten Runde der Saison im Heimspiel gegen die Red Bull Juniors wurde Pranter in der 46. Spielminute für Julius Perstaller eingewechselt und erzielte knapp neun Minuten später den 2:1-Siegestreffer.
Mit dem FC Wacker Innsbruck wurde Pranter in der Saison 2009/10 mit zwei Punkten Vorsprung auf den FC Admira Wacker Mödling Meister der zweitklassigen österreichischen Ersten Liga und stieg somit mit dem Team in die Bundesliga auf.
Im Sommer 2011 wechselte er zum Regionalligisten WSG Wattens. Mit Wattens hatte er vier Saisonen in Folge den Aufstieg verpasst, ehe er man in der Saison 2015/16 Meister der Regionalliga West werden konnte und somit in den Profifußball aufsteigen konnte. Mit der WSG Wattens stieg er 2019 als Zweitligameister in die Bundesliga auf, woraufhin sich der Verein in WSG Tirol umbenannte. In zehn Jahren am Stück bei der WSG kam er zu 259 Ligaeinsätzen in den höchsten drei Spielklassen, in denen er 79 Tore erzielte. Nach zehn Spielzeiten bei der WSG wechselte er zur Saison 2021/22 zum Regionalligisten SC Schwaz. Dort kam er in der Spielzeit 2021/22 auf 13 Einsätze (drei Tore) in der Regionalliga Tirol und anschließenden zu Auftritten in allen zehn Spielen der Regionalliga West, wobei er zwei Tore beisteuerte. Danach beendete er seine Karriere als Aktiver, gab aber im Herbst 2023 sein Comeback, als er beim Völser SV mit Spielbetrieb in der Regionalliga Tirol, bei dem er seit Sommer 2022 seinen Spielerpass hinterlegt hatte, in zwei Meisterschaftsspielen zum Einsatz kam.

### Nationalmannschaft
Pranter sammelte Erfahrungen in der österreichischen U-19-Auswahl, in deren Kader er erstmals 2007 berufen wurde. Für die U-19-Junioren erzielte Pranter in sechs Spielen zwei Tore.

### Trainer
Im Sommer 2013 erhielt Pranter die ÖFB-D-Trainerlizenz, gefolgt von der UEFA-C-Lizenz im März 2014. In den Jahren 2013 bis 2016 fungierte er unter anderem als Nachwuchstrainer in den Wattener Jugendmannschaften und trat zudem von Oktober 2022 bis Juni 2023 als Jugendtrainer bei seinem Heimatklub, dem Völser SV, in Erscheinung.

## Karriere abseits des Fußballs
In der Anfangszeit bei der WSG Wattens arbeitete er nebenbei von Sommer 2011 bis Sommer 2013 als freier Mitarbeiter in der Sportredaktion der Tiroler Tageszeitung und verfasste für diese Artikel, Interviews und Statistikblöcke. Bereits während seiner aktiven Zeit als Fußballspieler absolvierte Pranter zwischen 2013 und 2016 ein Bachelorstudium im Bereich Sport- und Eventmanagement an der Privatuniversität Schloss Seeburg. Nebenbei betrieb er parallel zu seiner Studienzeit von Sommer 2013 bis Sommer 2016 das Unternehmen Benmotion Videoproduktion, mit dem er sich vor allem um professionelle Videoproduktionen im Sportbereich – dabei vor allem im Fußballsport – bemühte. Neben Videoanalysen und Highlightvideos zählten auch Imagefilme zu seinen Hauptaufgabengebieten. Parallel zu seiner Profikarriere bei Wattens gab er zwischen Oktober 2018 und April 2020 auf ehrenamtliche Basis kostenlose Nachhilfe für sozial bedürftige Kinder in Innsbruck. Zu dieser Zeit absolvierte er auch seine Studien für einen MBA im Bereich „Führung im Leistungssport“ im Fernstudium an der Middlesex University, die er im Jahr 2020 abschloss.
Nach dem Ende seiner Profilaufbahn arbeitete er von Juli bis September 2021 für wenige Monate beim Wattener Unternehmen paul&ernst, einem Hersteller mobiler Verkaufsstände. Seit Dezember 2021 ist er als Kundenbetreuer im Außendienst bei der Generali im Einsatz und hat seit Oktober 2023 die Funktion als Gruppenleiter inne.

## Erfolge

### Im BNZ Tirol
- 1× Vizemeister der U-17-TOTO-Liga: 2005/06
- 1× Vizemeister der U-19-TOTO-Liga: 2005/06

### Mit dem FC Wacker Innsbruck
- 1× Meister der zweitklassigen Ersten Liga: 2009/10 (Aufstieg)

### Mit der WSG Wattens / WSG Tirol
- 1× Vizemeister der Regionalliga West: 2008/09
- 2× Meister der Regionalliga West: 2011/12 (Niederlage in der Relegation) und 2015/16 (Aufstieg)
- 2× Vizemeister der Regionalliga West: 2013/14 und 2014/15
- 1× Meister der zweitklassigen 2. Liga: 2018/19 (Aufstieg)

### Mit dem SC Schwaz
- 1× Meister der Regionalliga West: 2021/22 (kein Aufstieg, da nicht um Lizenz angesucht)